# Liste der Biografien/Polg
Liste der Biografien |
Portal Biografien |
Personensuche
# |
A |
B |
C |
D |
E |
F |
G |
H |
I |
J |
K |
L |
M |
N |
O |
P |
Q |
R |
S |
T |
U |
V |
W |
X |
Y |
Z |
?
 
Pa |
Pc |
Pe |
Pf |
Ph |
Pi |
Pj |
Pk |
Pl |
Pm |
Pn |
Po |
Pr |
Ps |
Pt |
Pu |
Pv |
Pw |
Py
 
Poa |
Pob |
Poc |
Pod |
Poe |
Pof |
Pog |
Poh |
Poi |
Poj |
Pok |
Pol |
Pom |
Pon |
Poo |
Pop |
Por |
Pos |
Pot |
Pou |
Pov |
Pow |
Pox |
Poy |
Poz
 
Pola |
Polc |
Pold |
Pole |
Polf |
Polg |
Polh |
Poli |
Polj |
Polk |
Poll |
Polm |
Poln |
Polo |
Pols |
Polt |
Polu |
Polv |
Polw |
Poly |
Polz
Die Liste der Biografien führt alle Personen auf, die in der deutschsprachigen Wikipedia einen Artikel haben. Dieses ist eine Teilliste mit 13 Einträgen von Personen, deren Namen mit den Buchstaben „Polg“ beginnt.

## Polg

### Polga
- Polga, Ânderson (* 1979), brasilianischer Fußballspieler
- Polgar, Alfred (1873–1955), österreichischer Schriftsteller
- Polgár, Ernő (1954–2018), ungarischer Schriftsteller, Dramaturg und Kulturwissenschaftler
- Polgár, Gyula (1912–1992), ungarischer Fußballspieler
- Polgar, Johannes (* 1977), deutscher Segler
- Polgár, Judit (* 1976), ungarische SchachspielerinJudit Polgár (* 1976)

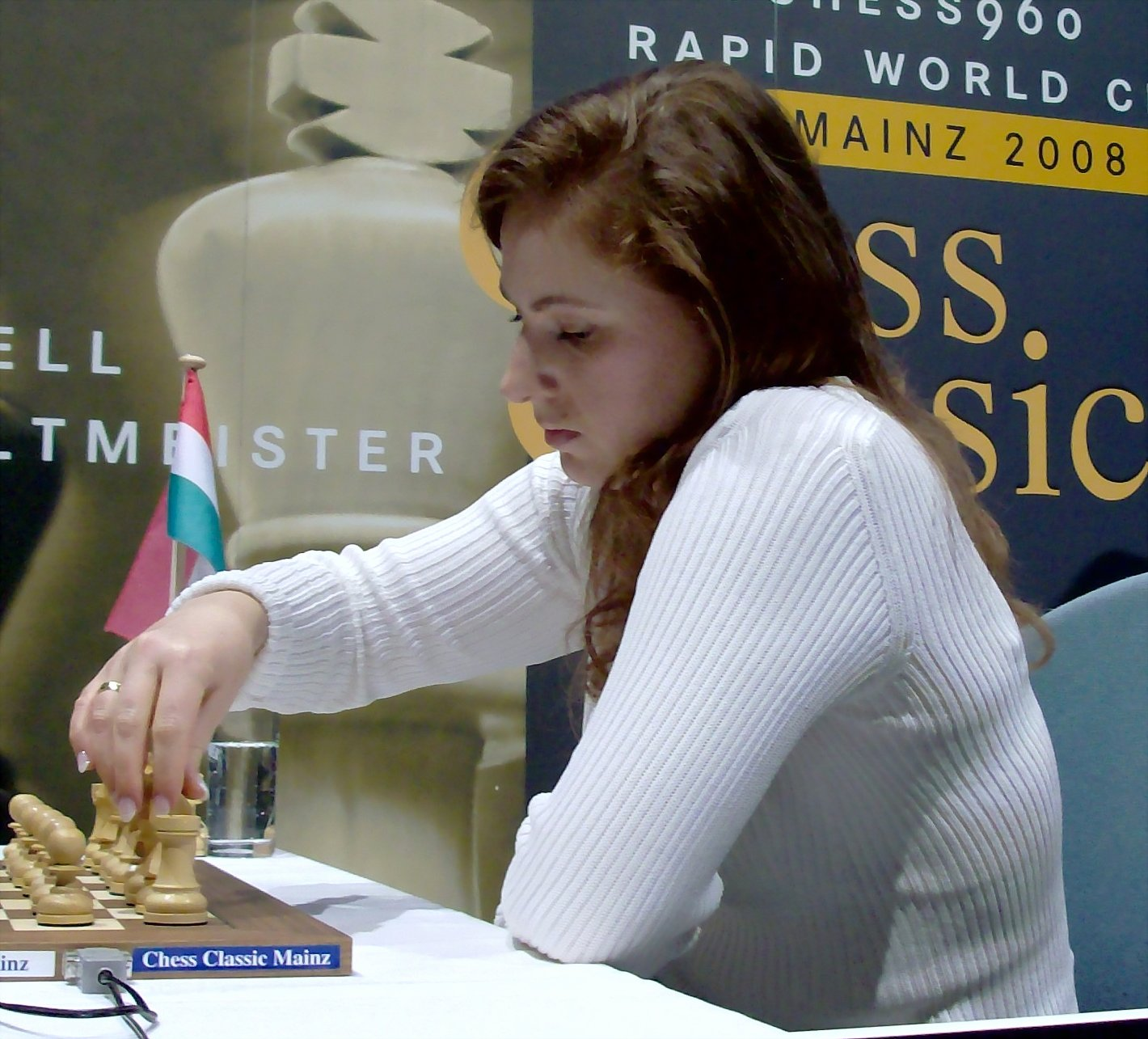
Judit Polgár (* 1976)

- Polgár, Lajos (1916–2006), ungarischer Nationalsozialist, mutmaßlicher NS-Kriegsverbrecher
- Polgár, László (* 1946), ungarischer Pädagoge; Vater der Schachspielerinnen Zsuzsa Polgár, Zsófia Polgár und Judit Polgár
- Polgár, László (1947–2010), ungarischer Opernsänger im Stimmfach Bass
- Polgar, Steven (* 1956), österreichisch-kanadischer Eishockeyspieler und -trainer
- Polgár, Zsófia (* 1974), ungarische Schachspielerin
- Polgár, Zsuzsa (* 1969), ungarisch-US-amerikanische Schachspielerin und Schachweltmeisterin

### Polgl
- Polglase, Van Nest (1898–1968), US-amerikanischer Art Director